# Стоян Александров
Стоян Илиев Александров е български финансист и политик, министър на финансите в правителството на Любен Беров (1992 – 1994), доцент в УНСС.

## Биография
Роден е на 14 юни 1949 в село Илия, Кюстендилско. Завършва финанси и кредит във Висшия финансов стопански институт „Д. А. Ценов“ в Свищов. Работи известно време в клона на Българска народна банка в Кюстендил, след което е преподавател във Висшия икономически институт „Карл Маркс“ в София. През периода 1983 – 1985 г. е служител в управление „Финанси“ в Окръжния народен съвет в Кюстендил.
В началото на 90-те години Александров оглавява данъчното управление в Министерството на финансите, а през 1992 година става министър на финансите в правителството на Любен Беров. По време на мандата му са завършени преговорите за преструктуриране на външния дълг на страната, плащанията по който са прекратени от правителството на Андрей Луканов през 1990 година. Направена е важна стъпка в модернизирането на данъчната система с въвеждането на данък добавена стойност от 1 април 1994 година.
След падането на кабинета на Беров през 1994 година Стоян Александров е директор на Централна кооперативна банка, по-късно става председател на Надзорния съвет на D банк. През 2003 г. е издигат от Българската социалистическа партия за кандидат за кмет на Столична община, но губи на втория тур от Стефан Софиянски. Впоследствие през 2015 става общински съветник от движение „Движение 21“ и член на „Политическа група 5 (Движение 21, Глас Народен, Зелените)“. През 2019 г. е кандидат за общински съветник на „Глас Народен“. През 2018 г. на Александров са повдигнати две обвинения в незаконно лихварство, но не се стига до произнасяне на съда На 20 май 2020 години Комисията за противодействие на корупцията и за отнемане на незаконно придобитото имущество го обвинява в извършени без разрешение банкови операции и му запорира имущество на стойност 11 милиона лева